# Quadro Nuevo
Quadro Nuevo — немецкий акустический квартет, основанный в 1996 году и исполняющий музыку в лучших традициях World Music и джаз. Их стиль — это уникальное сочетание (cit. Quadro Nuevo) «Tango, Valse Musette, Flamenco, lovely dedusted filmmusic and an almost faded Italy».
В течение последнего десятилетия квартет отыграл почти 1500 концертов по всему миру и завоевал огромное количество наград.

## История
Quadro Nuevo образовались в 1996 году. В один январский день четыре молодых человека припарковались недалеко от Зальцбурга. Это гитарист Robert Wolf, который до этого ездил в туры со звездой фламенко Пако Де Лусией, саксофонист Mulo Francel, который выступал в джаз-клубах и работал с большим оркестром, басист D. D. Lowka, основавший базу для различных латинских композиций, и Andreas Hintersehen, развивающий народную традицию аккордеона парижского сложного вальса.
Эти четыре человека, едва знакомых, были приглашены создать музыку к фильму для австрийского радио ORF. Фильм так ни разу и не транслировался, но одно было ясно в тот день — возникновение нового квартета с безошибочно узнаваемым звуком. 

## Состав
Членами квартета являются:
- Mulo Francel (саксофон, кларнет, мандолина, vibraphon and others)
- Robert Wolf (гитара и другие) (1996—2008)
- Andreas Hinterseher (аккордеон, пианино и другие) (2002 —)
- D.D. Lowka (акустическая бас-гитара, ударные и другие)
- Evelyn Huber (арфа) (2008 —)

## Дискография
- Luna Rossa (1998)
- Buongiorno Tristezza (1999)
- CinéPassion (2000)
- Canzone della Strada (2002)
- Mocca Flor (2004)
- Tango Bitter Sweet (2006)
- Antakya (2008)
- Grand Voyage (2010)
- Schöne Kinderlieder (2011)
- Quadro Nuevo «In Concert» (2011)
- End of the Rainbow (2013)
- Bethlehem (2013)
- Tango (2015)
- Flying Carpet (2017)

а также живая запись концерта, во время 35-го джаз-фестиваля в Бургхаузене / Германия («Jazzwoche Burghausen») на DVD (Quadro Nuevo LIVE)